# 22991 Jeffreyklus
22991 Jeffreyklus este un asteroid din centura principală de asteroizi.

## Descriere
22991 Jeffreyklus este un asteroid din centura principală de asteroizi. A fost descoperit pe 4 noiembrie 1999 la Socorro, New Mexico, în cadrul proiectului LINEAR. Asteroidul prezintă o orbită caracterizată de o semiaxă mare de 2,31 ua, o excentricitate de 0,13 și o înclinație de 2,2° în raport cu ecliptica.